# Ngân Văn Đại
Ngân Văn Đại (sinh ngày 9 tháng 2 năm 1992) là một cầu thủ bóng đá người Việt Nam hiện đang thi đấu ở vị trí tiền vệ cho câu lạc bộ Quảng Nam và đội tuyển quốc gia Việt Nam.
Anh thuộc lứa cầu thủ đầu tiên trưởng thành tại cơ sở chi nhánh đào tạo trẻ của Hà Nội do cựu danh thủ Văn Sỹ Hùng đứng tên ở thị xã Cửa Lò, Nghệ An.

## Sự nghiệp câu lạc bộ
Năm 2010, cựu cầu thủ Văn Sỹ Hùng cùng ông bầu Đỗ Quang Hiển sáng lập ra lò đào tạo bóng đá trẻ T&T tại Cửa Lò, Ngân Văn Đại là một trong những cầu thủ tiêu biểu được lò đào tạo non trẻ cho ra mắt.
Sau đó, Văn Đại chuyển sang chơi cho đội trẻ Hà Nội T&T trước khi được HLV Nguyễn Văn Tuấn mượn về thi đấu cho câu lạc bộ V&V United tại Giải Hạng Nhì Quốc gia 2011. Khi đội bóng V&V United bị giải thể, đội Hà Nội T&T lại kéo anh về.
Tại giải U-21 quốc gia 2014, Ngân Văn Đại đóng góp 3 bàn thắng cho đội U-21 Hà Nội T&T góp phần giúp đội bóng thủ đô giành ngôi á quân. Anh cũng nằm trong danh sách đội hình tiêu biểu tại giải đấu này.

### Sài Gòn
Năm 2013, Văn Đại chuyển sang thi đấu cho câu lạc bộ Hà Nội (nay là Câu lạc bộ bóng đá Sài Gòn). Năm 2015, anh là nhân tố quan trọng giúp đội bóng này  vô địch Giải Hạng Nhất Quốc gia và giành suất thăng hạng lên chơi ở V.League 1.

### Hà Nội
Tại trận mở màn V-league 2018, ngày 11 tháng 3 năm 2018, Ngân Văn Đại đã ghi bàn thắng duy nhất ở phút thứ 69 của trận đấu, giúp Hà Nội đã giành chiến thắng tối thiểu 1-0 trước Hải Phòng.

## Sự nghiệp quốc tế

### Đội tuyển U-23
Tháng 9 năm 2013, Ngân Văn Đại được huấn luyện viên Hoàng Văn Phúc triệu tập lên đội tuyển U-23 Việt Nam. Trong chuyến tập huấn trên đất Hungary của U-23 Việt Nam, anh ghi được 2 bàn thắng và được đánh giá là cầu thủ chơi hiệu quả nhất trong chuyến tập huấn này. Tuy nhiên đến tháng 12, anh là một trong 3 cầu thủ bị loại ở thời điểm chốt danh sách 22 cầu thủ đến Myanmar dự SEA Games 27.
Tháng 9 năm 2014, dưới thời huấn luyện viên Toshiya Miura, Văn Đại một lần nữa được triệu tập vào U23 Việt Nam. Anh nằm trong danh sách 20 cầu thủ đội tuyển Olympic Việt Nam tham dự Asiad 17.

### Đội tuyển quốc gia Việt Nam
Tháng 9 năm 2017, Ngân Văn Đại có lần đầu tiên được huấn luyện viên Mai Đức Chung triệu tập lên đội tuyển quốc gia Việt Nam. Anh nằm trong danh sách tập trung của đội tuyển Việt Nam cho trận đấu gặp Campuchia trong khuôn khổ lượt về vòng loại Asian Cup 2019. Tại vòng chung kết Asian Cup 2019, Ngân Văn Đại được huấn luyện viên Park Hang-seo gọi lên tập trung.

## Thống kê sự nghiệp

### Quốc tế
| Năm                         | Trận                        | Bàn                         |
| Đội tuyển quốc gia Việt Nam | Đội tuyển quốc gia Việt Nam | Đội tuyển quốc gia Việt Nam |
| --------------------------- | --------------------------- | --------------------------- |
| 2017                        | 0                           | 0                           |
| 2018                        | 1                           | 0                           |
| 2019                        | 1                           | 0                           |
| Tổng                        | 2                           | 0                           |